# Großer Bärenkuskus
Der Große Bärenkuskus (Ailurops furvus) ist ein Beuteltier in der Familie der Kletterbeutler, das im Bergland des zentralen und südwestlichen Sulawesi vorkommt. Er galt ursprünglich als Unterart Eigentlichen Bärenkuskus (Ailurops ursinus). Im 2015 erschienen Beuteltierband des Handbook of the Mammals of the World, einem Standardwerk der Mammalogie, wird er als eigenständige Art geführt.

## Merkmale
Die Tiere ähneln dem Eigentlichen Bärenkuskus sind aber größer und insgesamt robuster gebaut. Das Rückenfell ist länger, schwärzlicher und weniger gelblich. Gesicht und Brust können orange schimmern. Die Ohren werden mehr vom Kopffell verbogen. Große Bärenkuskus erreichen eine Kopf-Rumpf-Länge von etwa 59 bis 65 cm, der Schwanz ist 56 bis 62 cm lang und die Tiere können ein Gewicht von etwa 10 kg erreichen. Der Schädel des Großen Bärenkuskus ist größer als der der anderen zwei Bärenkuskusarten, die Schnauze ist breiter und die Zähne sind größer.

## Lebensraum und Lebensweise
Der Große Bärenkuskus kommt in Bergwälder in Höhen von 800 bis 2000 Metern über N.N. vor. Im gleichen Verbreitungsgebiet, aber in niedrigeren Regionen kommt auch der Eigentlichen Bärenkuskus vor. Ob die Verbreitungsgebiete beider Arten sich in einem bestimmten Höhenbereich überschneiden ist bisher unbekannt. Über die Lebensweise der Großen Bärenkuskus ist kaum etwas bekannt. Weibchen bekommen immer nur ein einzelnes Jungtier.

## Status
Der Große Bärenkuskus ist durch Waldrodungen als Grundlage für neue Landwirtschaftsflächen bedroht. Zusätzlich wird er wegen seines Fleisches gejagt oder gezielt als Haustier eingefangen.

## Belege
1. 1 2 3 4  Kristofer Helgen & Stephen Jackson: Family Phalangeridae (Cuscuses, Brush-tailed Possums and Scaly-tailed Possum). Seite 486 in Don E. Wilson, Russell A. Mittermeier: Handbook of the Mammals of the World – Volume 5. Monotremes and Marsupials. Lynx Editions, 2015, ISBN 978-84-96553-99-6.